# Кастнер, Эмерих
Эмерих Кастнер (нем. Emerich Kastner; 29 марта 1847, Вена — 5 декабря 1916, Вена) — австрийский музыковед и дирижёр, редактор.

## Биография
Государственный чиновник, поначалу занимался музыкой в свободное время. Редактировал «Венскую музыкальную газету» (нем. Wiener musikalische Zeitung), в начале 1870-х гг. непродолжительное время выступал как дирижёр, ориентируясь на сочинения и взгляды Рихарда Вагнера и Ференца Листа. Опубликовал каталог произведений Вагнера (1878) и его писем (1897), хронологию премьерных исполнений музыки Вагнера (1899), книгу о Байройтском фестивале (1884), ряд других работ, связанных с Вагнером. 
В 1911 г. выступил составителем собрания писем Людвига ван Бетховена, в 1914 г. — собрания писем Вагнера (соредактор Юлиус Капп). Работал над музыкально-оперным словарём (не закончен).